# Aigremont (Yonne)
 Aigremont  es una población y comuna francesa, en la región de Borgoña, departamento de Yonne, en el distrito de Auxerre y cantón de Chablis.

## Demografía
| 49 | 49 | 63 | 60 | 58 | 75 |
| Para los censos de 1962 a 1999 la población legal corresponde a la población sin duplicidades (Fuente: INSEE [Consultar]) |    |    |    |    |    |